# Juan de Juesa
Juan de Juesa  (1492-1560), cirujano natural de Valencia y vecino de Viver, fue albacea testamentario y asesor de Fernando de Aragón, duque de Calabria, tercer marido de Germana de Foix y Virrey de Valencia.
Hay constancia de que consideró Viver y lo propuso al duque de Calabria como lugar propicio para la ubicación del monumento que sería tumba y lugar de culto de la reina Germana . . . siendo tan a propósito Viver, y los Lugares de El Toro, Caudiel, y Novaliches, y ello por multitud de motivos: la tranquilidad del lugar, indispensable en un monasterio jerónimo, y las condiciones de salubridad de la zona, abundante en alimentos y aguas de calidad, clima templado, y próximo a las rutas naturales entre Aragón y Valencia, no hay duda que la propuesta era la elección correcta.
Trascribimos las afirmaciones de Juan de Juesa, bajo juramento . . . dice que oyó decir al duque este testigo en Viver que estaba con cuydado a donde edificaría el Monasterio que la Serenísima Reyna Germana le avia dexado encomendado que hiciese edificar de sus bienes, y le respondió este testigo que para que cercava el lugar siendo tan a propósito Viver, por cuanto la dicha Villa, y los Lugares del Toro, Caudiel y Novaliches, que avia comprado a don Jerónimo, y doña Violante estaban vinculados a sus hijos, como a sus sucesores de los Zarçuelas, y le replicó este testigo, que hiziese firmar la venta a los hijos de dichos cónyuges, y le respondió el duque que Don Miguel Pérez avia ya firmado y que don Diego no avia firmado, y que aún no tenía edad para poder firmar, y que estando assí los negocios no quería edificar en tierra que no sabía lo que después avía de suceder, y que en dicho Monasterio por lo menos avía de gastar cien mil ducados. (1)
Elegir lugar para establecerse siempre ha estado vinculado al marco geofísico (clima, relieve) y el marco biogeográfico (cultivo, alimentación) y ello orienta los elementos constructivos ( Vitrubio insistía en la importancia de la cercanía de alimentos y materiales, pero también en la del respeto a la disposición de los vientos y huir de la humedad). Considerando las premisas citadas, elegir un lugar de asentamiento depende de la función a desempeñar, en este caso religiosa, y en un monasterio el deseo de reflexión espiritual y el de sacralización de un espacio fueron durante siglos los principales estímulos para ocupar lugares aislados y solitarios. (2)
Sin embargo, los criterios expresados por la reina Germana iban en otro sentido, deseaba que su tumba fuera lugar de culto accesible y vinculado a altas dignidades, y su elección recayó en la huerta valenciana, en un lugar de gran belleza, próximo a la ciudad de Valencia y al camino real que la comunica con Sagunto. Allí, sobre los cimientos de la abadía de San Bernat de Rascanya se comenzó a construir el actual Monasterio de San Miguel de los Reyes.

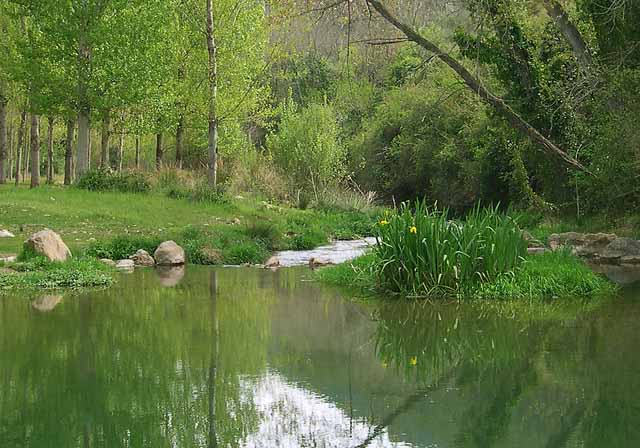
Rio Palancia - Viver - Paraje de El Sargal.

La elección se demostró errónea para los fines monacales de salubridad y tranquilidad, la ruta real debió ser desviada en 1549 . . . dado el desasosiego que producían las gentes, carretas y bestias que passavan por el camino de Morviedro por estar contiguo a la casa y pasar delante de la Iglesia (3) . . . , y aunque la huerta que lo circundaba le aportara una belleza indudable, estos lugares distaban de ser lugares saludables y siempre tuvieron problemas de humedad y carencia de agua potable de calidad. Las consecuencia fue un alto índice de mortalidad entre los monjes jerónimos que llamó la atención del duque que . . . andávales siempre preguntando como se hallavan en aquella tierra de salud (4).

Fuentes
(1)	ARV, Clero, libro 108, f.138v. También libro 927, f.138v y libro 1.366, f. 138v
(2)	Luis Arciniega García. El Monasterio de San Miguel de los Reyes. Volumen I. pág. 208 a 212
(3)	AHN, Códices, 493/B, f.21;223/B y 515/B. También en AHN, Clero, carpeta 3.339, exp.23
(4)	BE, &-II-22, f.221v
- Datos: Q5953241